# Tower Infinity
Tower Infinity (Věž nekonečna) také Cheongna City Tower nebo Ecoprism Tower je plánovaný mrakodrap, který navrhlo americké architektonické studio GDS Architect pro jihokorejské město Inčchon. Budova by měla dosahovat výšky 448 metrů, byla by tak šestou nejvyšší na světě. Užitková plocha okolo 145 tisíc čtverečních metrů by měla sloužit především k zábavním účelům: budou v ní kina, restaurace i vyhlídková plošina. Unikátně je řešen obvodový plášť budovy, který bude pokryt LED obrazovkami, na něž se budou promítat různé obrazy.

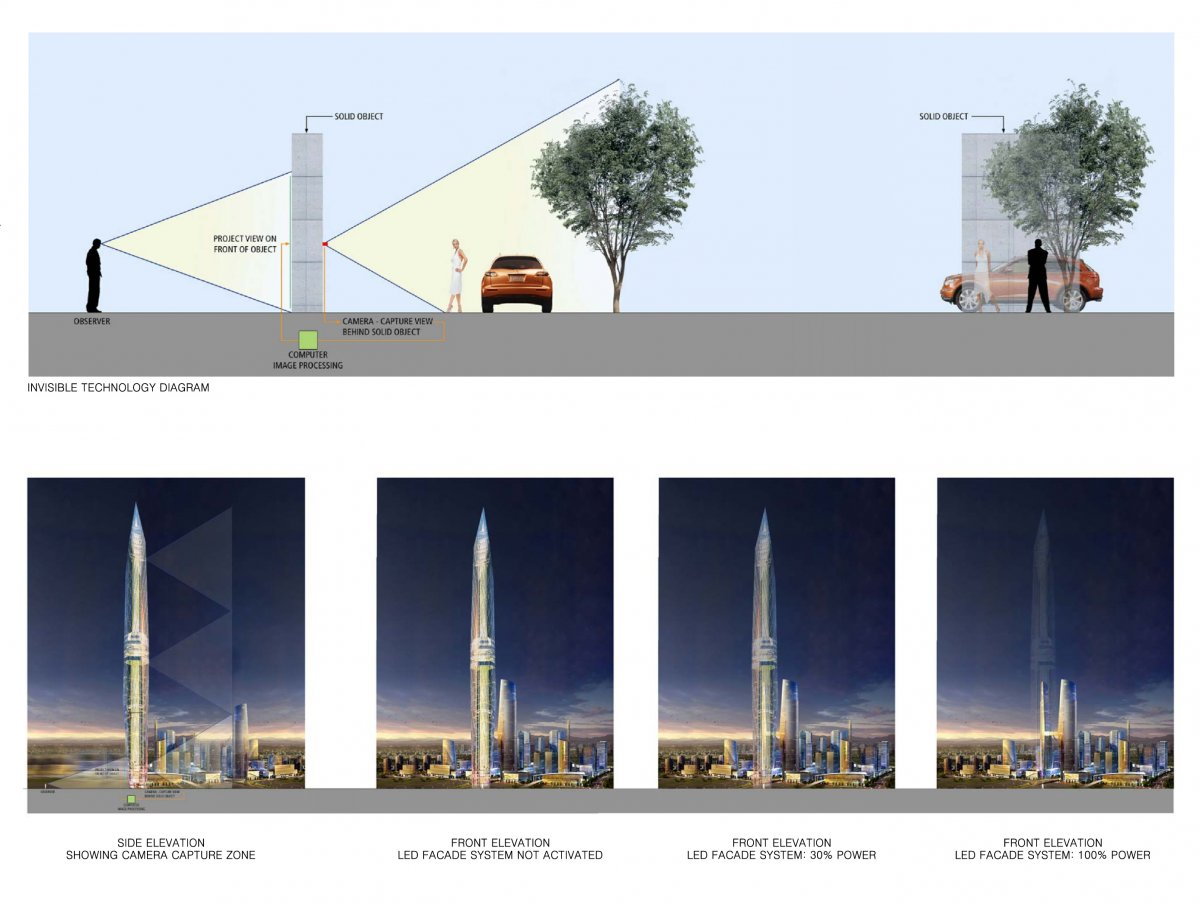
Iluze zmizení mrakodrapu

Plánuje se, že když se umístí kamery na opačnou stranu budovy a budou na přední stěnu promítat obraz oblohy v pozadí, stane se budova pro pozorovatele neviditelnou. Korejská vláda schválila záměr stavby v září 2013. Oficiální smlouva na stavbu byla podepsána v roce 2017 a dokončení se předpokládá v roce 2024.